# Ixodes gibbosus
Ixodes gibbosus är en fästingart som beskrevs av Thomas Nuttall 1916. Ixodes gibbosus ingår i släktet Ixodes och familjen hårda fästingar. Inga underarter finns listade i Catalogue of Life.